# Кавуля, Лев
Лев Кавуля (8 сентября 1921, Львов — 6 ноября 1994) — канадский врач украинского происхождения. Доктор медицины (1947).

## Биография
Родился 8 сентября 1921 года во Львове, в семье Василия и Марты (урожденной Дудкевич) Кавуля.
В 1939 году окончил Львовскую академическую гимназию. Учился на медицинском факультете Львовского университета, а затем в университетах Граца (Австрия) и Гисена (Германия).
В 1943 году вступил в 1-ю украинскую дивизию «Галичина», обучался в старшинской школе в Штеттине. После окончания Второй мировой войны находился в лагерях для беженцев в Ашаффенбурге и Гисене, в 1945 году получил диплом врача, специализировался в области акушерства и гинекологии в Вецларе. В 1947 году защитил диссертацию и получил степень доктора медицины. В 1949 году эмигрировал в Канаду, жил в Виннипеге и Реджайне, где нострифицировал диплом и открыл частную практику. Затем пережил тяжелую автомобильную аварию и после реабилитации переехал в Сан-Франциско, где получил степень магистра общественного здоровья. Впоследствии вернулся в Канаду и работал советником в министерстве здравоохранения Саскачевана. С 1966 года работал директором федеральных медицинских учреждений для реабилитации получивших физические повреждения в Оттаве. С 1986 года — на пенсии.
Был членом Врачебной палаты Онтарио, Международной ассоциации протетики и ортотетики, Королевской коллегии хирургов Канады, Американской коллегии гинекологов и акушеров, Канадской ассоциации общественного здоровья, директором правления канадского совета по сертификации протезистов и ортопедов.
В 1982 году Папа Иоанн Павел II наградил его орденом святого Григория Великого (степень командора).
C 1946 года был женат на Наталии Тиктор, имел двух дочерей — Аниту и Кристину.
Скончался 6 ноября 1994 года, похоронен на католическом кладбище Маунт-Пис в Миссиссоге.